# Dire Straits
Pour les articles homonymes, voir Dire Straits (homonymie).
Dire Straits est un groupe britannique de rock créé à Deptford (borough londonien de Lewisham) durant l'été 1977 par Mark Knopfler (guitare solo et chant), son frère David Knopfler (guitare rythmique), John Illsley (basse) et Pick Withers (batterie). Considéré comme l'un des plus grands groupes rock de tous les temps à l'instar de Pink Floyd ou Queen, Dire Straits a vendu plus de 140 millions d'albums depuis ses débuts.
Sultans of Swing, Romeo and Juliet, Telegraph Road, Brothers in Arms, Money for Nothing, Your Latest Trick, Private Investigations, Walk of Life, Calling Elvis, So Far Away, Lady Writer, Twisting by the Pool sont quelques-uns des grands succès du groupe.
Le groupe se sépare en 1993, bien que son contrat ne prenne officiellement fin qu'en 1995. Ses membres sont intronisés au Rock and Roll Hall of Fame en 2018,.

## Historique

### Origine du groupe
Mark Knopfler est un journaliste âgé de 27 ans quand son frère David lui présente le bassiste John Illsley. Tous deux décident de s'installer dans un studio et de tenter de vivre de leur musique. Les débuts sont difficiles et le groupe vit avec des moyens très limités.
Cette situation influence le groupe, initialement appelé The Cafe Racers, pour le choix de son nom : to be in dire straits peut en effet se traduire par « être dans la dèche », « avoir du mal à joindre les deux bouts » ou « être dans une situation désespérée (financièrement) ».
Dans leur petit studio, Mark Knopfler compose en 1977 le titre qui reste comme l'hymne du groupe : Sultans of Swing, un hommage à tous les musiciens de bar et cabaret. Charlie Gillett diffuse alors la bande sans prévenir les membres du groupe lors de son émission Honky Tonk. Plusieurs producteurs le contactent dans les instants qui suivent. C'est finalement Phonogram qui les engage pour la production de cinq albums.

### Le triomphe du rock «à l'ancienne»

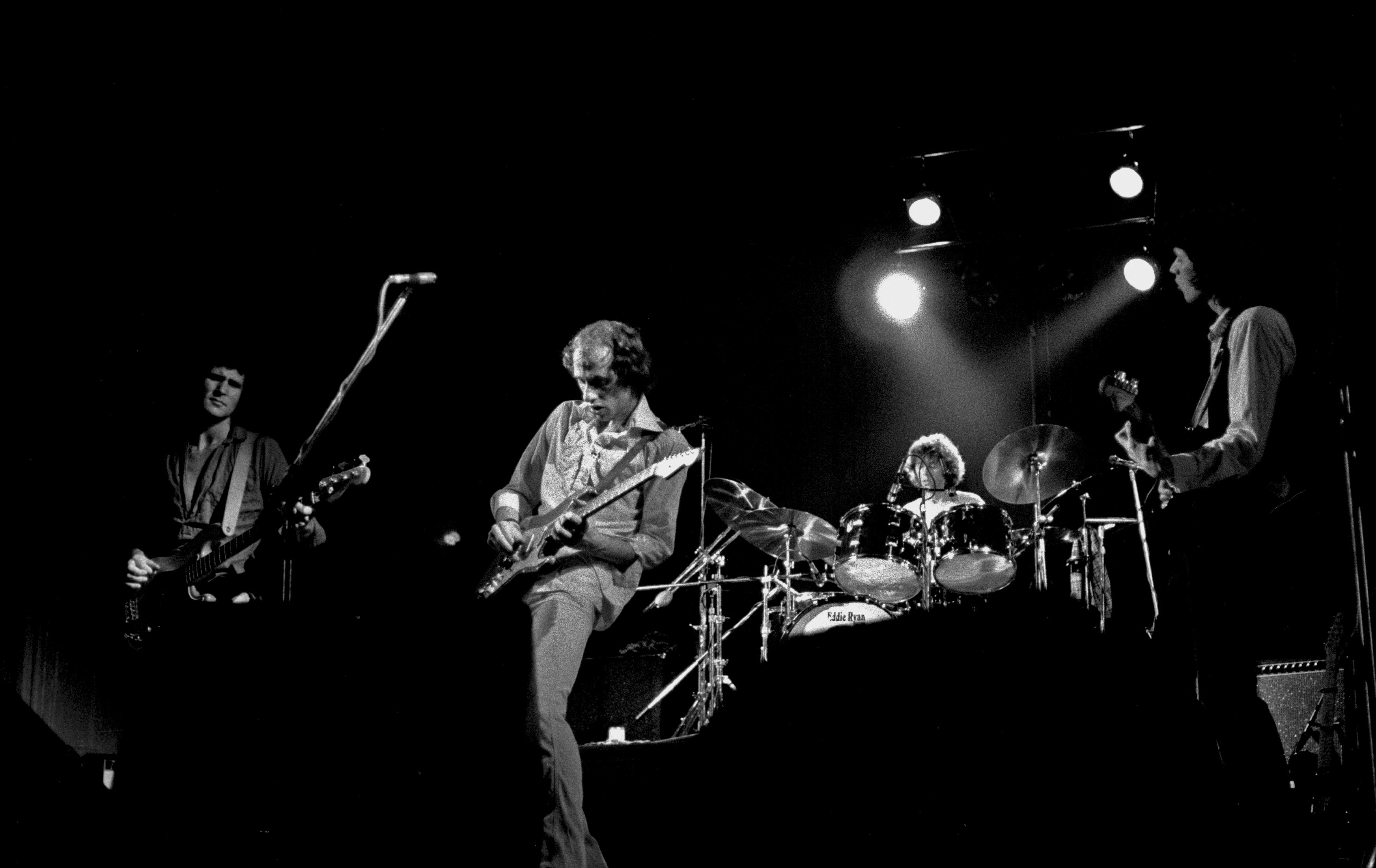
Le groupe en concert à Hambourg en 1978.

Dire Straits accompagne Talking Heads en tournée pour assurer la première partie du groupe américain de David Byrne.
Le premier album, Dire Straits, enregistré à Londres en février 1978 pour seulement 12 500 livres sterling, remporte rapidement un énorme succès dans toute l'Europe — à l'exception notable du Royaume-Uni, qui ne vient au groupe que plus tard. Outre Sultans of Swing, qui ouvre la face B, l'album contient un autre succès, Down to the Waterline.
Mark Knopfler, qui signe tous les titres, s'impose comme l'unique compositeur du groupe. Il se fait également remarquer par son jeu de guitare, virtuose, mais à contre-courant du « gros son » rock de la fin des années 1970.
Le succès ne se dément pas avec le second album du groupe, Communiqué, enregistré dans la foulée du premier, en décembre 1978, à Nassau, Bahamas. Il réussit le tour de force d'occuper la première place des charts allemands alors que Dire Straits est toujours à la 3e. Comme dans le cas de son prédécesseur, l'influence blues et country reste dominante, la production peu travaillée, les thèmes abordés et l'ambiance musicale sont noirs. Cette absence manifeste de démarche commerciale se retrouve d'ailleurs moins par la suite. Dire Straits rencontre le public français grâce à l'émission télévisée Chorus, où le groupe, présenté et interviewé par Patrice Blanc-Francard, chante cinq chansons sur scène à l'Empire.
À la fin des années 1970, à l'époque du punk, du funk et de la disco, le succès d'un groupe qui pratique un rock influencé par J.J. Cale et Dylan peut surprendre, mais il ne diminue pas pour autant avec les albums suivants, Making Movies en 1980 et Love over Gold en 1982.
Love over Gold était prévu à l'origine pour six chansons, or dans l'album final cinq seulement sont disponibles. La 6e chanson, Private Dancer, composée par Mark Knopfler, a été offerte à Tina Turner pour relancer sa carrière. Des membres de Dire Straits participèrent musicalement aux albums de Tina Turner dans les années 1980. Hal Lindes, Alan Clark, John Illsley, Terry Williams ont joué sur l'album Private Dancer qui a eu beaucoup de succès. Mark Knopfler et Guy Fletcher ont aussi joué sur l'album suivant, Break Every Rule, réalisé en 1986, Mark a aussi écrit la chanson Overnight Sensation, qu'il a produite, et coproduit Paradise Is Here. Puis il a joué sur la pièce-titre de l'album Foreign Affair en 1989.
Ces albums de Dire Straits, qui inaugurent des compositions et arrangements plus complexes et plus conformes à l'air du temps, sont marqués par les succès Romeo and Juliet et Private Investigations. C'est aussi la fin des premières années, avec le départ du guitariste David Knopfler et du batteur Pick Withers. Ils sont remplacés par Hal Lindes (guitare) et Terry Williams (batterie), et l'effectif est renforcé par Alan Clark aux claviers.
En 1983, le groupe, pas davantage influencé par les tendances discoïdes des années 1980 que par le punk des années 1970, sort ExtendedancEPlay, un mini-album de quatre titres qui contient le single Twisting by the Pool, qui sonne nettement Honky Tonk. Il est suivi en 1984 par le double live Alchemy qui remporte un énorme succès.

### Brothers in Arms: stades et disques laser

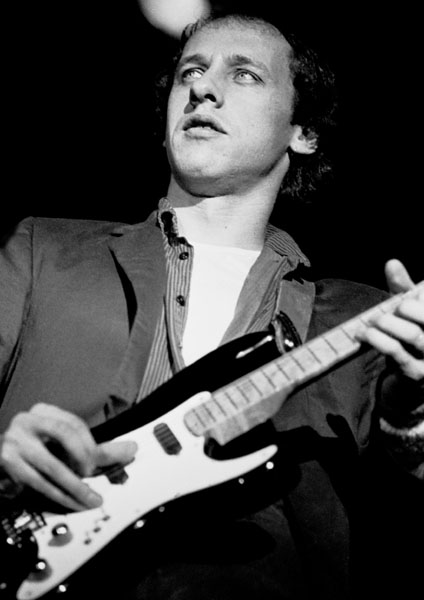
Mark Knopfler lors d'un concert de Dire Straits à Dublin en 1981.

En 1985, le groupe sort Brothers in Arms, qui demeure son plus grand succès. Cet album est celui des premières mondiales : première vidéo à passer sur MTV en Angleterre pour Money for Nothing, single exceptionnellement rock pour le groupe, et surtout l'un des premiers albums rock à être diffusé sur un tout nouveau support discographique : le disque compact. Brothers in Arms est d'ailleurs le premier album de l'histoire à se vendre à plus d'un million d'exemplaires sur ce format CD. Tous supports confondus, ses ventes atteignent au fil des mois des scores exceptionnels au Royaume-Uni comme au niveau international. Par ailleurs, c'est aussi le premier album dont les claviers ont été séquencés et arrangés sur un ordinateur (Atari).
La sortie du disque est suivie par une tournée monumentale, qui voit Dire Straits jouer dans des stades pleins à craquer : le groupe remplit la Wembley Arena (Londres) — à ne pas confondre avec le stade du même nom — treize soirs de suite, et l'Entertainment Centre à Sydney vingt-et-une fois. Il joue également au Live Aid au stade de Wembley en compagnie de Sting (qui fait les chœurs sur la version studio de Money for Nothing) et devient, grâce à cette tournée, le groupe le plus vendeur des années 1980. Au niveau de la formation, cette époque marque le départ de Hal Lindes, remplacé à Noël 1984 par Jack Sonni alors vendeur dans un magasin de guitares sur la 48e rue à New York (Rudy's Music Shop), et dont l'amitié avec Mark remonte au début des années 1980. Guy Fletcher, initialement embauché par Mark pour ses projets en dehors de Dire Straits, intègre également le groupe en tant que second claviériste. Fletcher suivra le groupe jusqu'à la fin et fera de même pour tous les albums solo de Mark Knopfler.

### On Every Streetet fin du groupe
Épuisés par le gigantisme de la tournée Brothers in Arms (248 concerts donnés dans 117 villes entre avril 1985 et avril 1986), les membres du groupe décident en 1986 de faire une pause, occasion pour Mark Knopfler de travailler sur d'autres projets. Une compilation est éditée en 1988 — marquant les dix ans d'existence de la formation — qui bat des records de ventes au Royaume-Uni. Durant cette période, le groupe ne joue qu'une fois, pour l'anniversaire de Nelson Mandela en 1988 (accompagné pour l'occasion par Eric Clapton à la place de Jack Sonni, papa de jumeaux le soir même et donc à la maternité), avant la reformation « officielle » l'année suivante.
Début 1990, Dire Straits, composé de Mark Knopfler, John Illsley et des claviéristes Alan Clark et Guy Fletcher, accompagné par divers musiciens de session dont le batteur de Toto Jeff Porcaro, se lance dans l'enregistrement d'un nouvel album. Baptisé On Every Street, celui-ci paraît finalement en septembre 1991, précédé du single Calling Elvis. Sans remporter le même succès que son prédécesseur, cet album se vend tout de même à près de 10 millions d'exemplaires dans le monde. La tournée qui suit, dont des extraits sortent sur le live de 1993 On the Night, débute le 23 août 1991 à Dublin et se termine le 9 octobre 1992 à Saragosse, qui demeure à ce jour l'ultime concert donné par le groupe. Les tournées remportent un grand succès en Europe (automne/hiver 1991 et de printemps/été 1992).
Le groupe se sépare officiellement en 1995, et Mark Knopfler, épuisé, déclare « [ne plus vouloir] entendre parler de Dire Straits pendant au moins 10 ans ! ». Le quatuor, accompagné par leur manager à la batterie, se reconstitue une seule fois, le temps de cinq chansons (Walk of Life, Sultans of Swing, Money for Nothing, Nadine et Wild Theme from Local Hero) à l'occasion du mariage de John Illsley le 19 juin 1999.

## Style et influences
Débutant en pleine époque punk et évoluant dès les années 1980, Dire Straits n'en reste pas moins un groupe rock « à l'ancienne », influencé principalement par les années 1960, voire 1950, et le blues. Les influences country du groupe sont à chercher du côté de Bob Dylan pour le style de chant, et de J.J. Cale, Hank Marvin, Eric Clapton ou encore Chet Atkins pour le jeu de guitare. Mark Knopfler joue exclusivement aux doigts, n'utilisant pas de médiator, et emploie l'ancestrale technique blues qui consiste à alterner phrases chantées et phrases de guitare selon un système de questions-réponses. Son jeu, simple et classique mais d'une grande élégance, est le fondement du son de Dire Straits. Les autres membres du groupe sont pour le moins discrets, et Mark Knopfler se réserve en général les solos. Chet Atkins dira de son jeu de guitare, à l'occasion de l'album Neck and Neck qu'ils enregistrent en duo : « Knopfler fait n'importe quoi, mais il le fait bien ! »
Comme l'a fait remarquer le journal Le Monde [réf. nécessaire], une grande modestie a toujours fait partie de l'image de marque du groupe (qui alla même jusqu'à décapitaliser son nom sur certaines affiches et pochettes : dIRE sTRAITS). Cela se retrouve même dans les thèmes des chansons : du Sultans of Swing des tout débuts jusqu'à Calling Elvis, Mark Knopfler semble plus soucieux de rendre hommage aux artistes qu'il admire que de se mettre en valeur lui-même. Cette discrétion personnelle s'accompagnait d'un grand perfectionnisme, notamment sur le plan technique : le groupe était réputé pour faire le désespoir des ingénieurs du son et des organisateurs de leurs tournées (auxquels sont dédiés la chanson et le clip Heavy Fuel). Ce son très soigné a fait de Dire Straits le groupe idéal pour les débuts du CD, qui leur permettait de faire ressortir les moindres nuances de leur son. Brothers in Arms fut d'ailleurs souvent employé pour faire la démonstration des possibilités sonores des nouveaux lecteurs. Il arriva même que l'album soit fourni avec l'appareil.
Le groupe est devenu au fil du temps une référence, voire pour certains un véritable mythe, notamment à l'extérieur de l'Occident (Inde…), où Dire Straits reste l'un des groupes européens les plus appréciés. Les albums solo de Mark Knopfler, pourtant parfois de qualité comparable, sans être boudés par le public, ne sont jamais parvenus à remporter le même succès.

## Composition du groupe

### Groupe
- Mark Knopfler – guitare solo, chant
- David Knopfler – guitare rythmique (jusqu'en 1980)
- Hal Lindes – guitare (de 1980 à 1984)
- Jack Sonni – guitare (de 1985 à 1988)
- John Illsley – basse
- Alan Clark – claviers (à partir de 1980)
- Guy Fletcher – claviers (à partir de 1985)
- Pick Withers – batterie (jusqu'en 1982)
- Terry Williams – batterie (à partir de 1983 jusqu'en 1988)

### Anciens membres
N. B. : Aucun de ces musiciens ne fut jamais crédité comme membre officiel du groupe.
- Tommy Mandel – claviers (de 1982 à 1984)
- Joop de Korte – percussions (de 1982 à 1984)
- Mel Collins – saxophone (de 1982 à 1984)
- Chris White – saxophone ténor (à partir de 1985)
- Chris Whitten – batterie (de 1991 à 1992)
- Paul Franklin – pedal steel guitar (de 1991 à 1992)
- Phil Palmer – guitare (de 1991 à 1992)

### Invités notables
- Eric Clapton – guitare (de 1988 à 1989) en tant qu'invité, leader pour une occasion.
- Phil Collins - batterie sur Brothers in Arms et Money for Nothing live en concert. Phil se joint à Mark Knopfler, Eric Clapton et Sting au concert caritatif Music for Montserrat, le 15 septembre 1997 au Royal Albert Hall de Londres, dans le but de collecter des fonds pour la reconstruction de l'île caraïbe de Montserrat à la suite de l'éruption de la Soufrière le 25 juin 1997.
- Sting - chœurs sur Money For Nothing.
- Omar Hakim : batterie sur Money for Nothing.
- Tony Levin – Chapman Stick sur One World.

### Musiciens de studio
- Barry Beckett alias B. Bear – claviers (sur Communiqué)
- Ed Walsh – programmation des synthétiseurs (sur Love over Gold)
- Sid McGinnis – guitare (sur Making Movies) non crédité.
- Roy Bittan - claviers (sur Making Movies)
- Malcolm Duncan – saxophone ténor (sur Brothers in Arms)
- Michael Brecker – saxophone ténor (sur Brothers in Arms)
- Randy Brecker – trompette (sur Brothers in Arms)
- Jimmy Maelen – percussions (sur Brothers in Arms)
- Dave Plews – cuivres (sur Brothers in Arms)
- Neil Jason – basse (sur Brothers in Arms))
- Mike Mainieri – marimba, vibraphone (sur Love over Gold), chœurs (sur Brothers in Arms)
- Jeff Porcaro – batterie (sur On Every Street)
- Manu Katché – batterie (sur On Every Street)
- Phil Palmer – guitare (sur On Every Street)
- Paul Franklin – guitare pedal steel (sur On Every Street)
- Chris White – saxophone, flûte (sur On Every Street)
- Danny Cummings – percussions (sur On Every Street)
- Vince Gill – chœurs (sur On Every Street)

## Discographie

### Albums studio
(*) Albums remasterisés et réédités sous le format Super Audio CD.

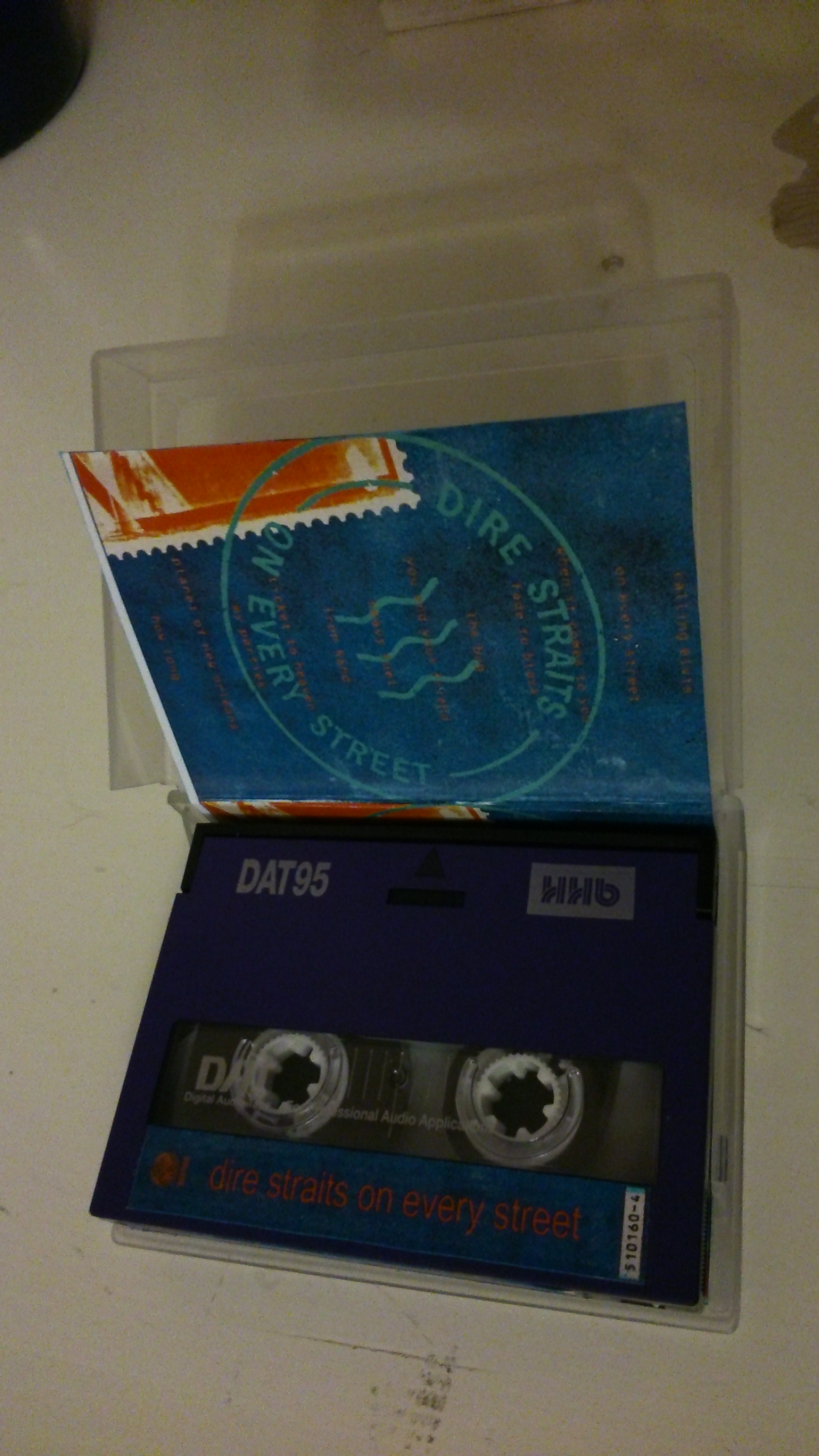
Albums (ici On Every Street) sous le format DAT.

### Singles
| Année | Chanson                      | Drapeau de la France | Drapeau du Canada | Drapeau de la Suisse | Drapeau du Royaume-Uni | Album                      |
| 1978  | Sultans of Swing             | -                    | no 2              | -                    | no 7                   | Dire Straits               |
| 1978  | Water of Love                | -                    | -                 | -                    | -                      | Dire Straits               |
| 1979  | Lady Writer                  | -                    | no 44             | -                    | no 51                  | Communiqué                 |
| 1981  | Romeo and Juliet             | -                    | -                 | -                    | no 8                   | Making Movies              |
| 1981  | Skateaway                    | -                    | -                 | -                    | no 37                  | Making Movies              |
| 1981  | Tunnel of Love               | -                    | -                 | -                    | no 3                   | Making Movies              |
| 1982  | Private Investigations       | -                    | -                 | no 4                 | no 2                   | Love over Gold             |
| 1983  | Industrial Disease           | -                    | no 18             | -                    | -                      | Love over Gold             |
| 1983  | Twisting by the Pool         | -                    | no 18             | no 11                | no 14                  | ExtendedancEPlay           |
| 1984  | Love over Gold (Live)        | -                    | -                 | -                    | no 50                  | Alchemy: Dire Straits Live |
| 1985  | So Far Away                  | -                    | no 24             | no 6                 | no 20                  | Brothers in Arms           |
| 1985  | Money for Nothing            | no 1                 | no 1              | no 2                 | no 1                   | Brothers in Arms           |
| 1985  | Brothers in Arms             | -                    | -                 | -                    | no 13                  | Brothers In Arms           |
| 1986  | Walk of Life                 | -                    | no 7              | no 24                | no 1                   | Brothers in Arms           |
| 1986  | Your Latest Trick            | no 1                 | -                 | -                    | no 26                  | Brothers in Arms           |
| 1988  | Sultans of Swing (réédition) | -                    | -                 | -                    | no 62                  | Dire Straits               |
| 1991  | Calling Elvis                | no 7                 | no 1              | no 2                 | no 18                  | On Every Street            |
| 1991  | Heavy Fuel                   | no 32                | no 17             | -                    | no 55                  | On Every Street            |
| 1992  | On Every Street              | no 23                | -                 | -                    | no 42                  | On Every Street            |
| 1992  | The Bug                      | no 44                | no 21             | -                    | no 67                  | On Every Street            |
| 1992  | You and Your Friend          | no 49                | -                 | -                    | -                      | On Every Street            |
| 1993  | Encores (EP)                 | no 17                | -                 | no 1                 | no 31                  | Encores (EP)               |
| 1993  | Your Latest Trick (Live)     | no 1                 | no 91             | -                    | -                      | On the Night               |

### Albums live
(*) Albums remasterisés et réédités sous le format Super Audio CD.

### Participations
- Dire Straits a participé au concert Knebworth 90'. On retrouve sur le disque issu de l'enregistrement live Money for Nothing et I Think I Love You Too Much (chanson qui aurait pu se retrouver sur l'album On Every Street mais qui a finalement été donnée au Jeff Healey Band pour l'album Hell to Pay - cette chanson a également été jouée par Dire Straits sur leur tournée On Every Street en 1991-1992).

### Bootlegs principaux
- 1978 : Rotterdam
- 1978 : Chester
- 1979 : Rockpalast
- 1979 : Live on WDR Radio
- 1981 : Werchter
- 1985 : San Antonio
- 1985 : Wembley
- 1986 : Sydney
- 1987 : Annemasse
- 1988 : Concert hommage à Nelson Mandela, avec Eric Clapton
- 1991 : Wembley
- 1992 : Nîmes
- 1992 : Bâle
- 1992 : Woburn Abbey

### LaserDisc
- 1990 : Alchemy
- 1992 : The Vidéos
- 1993 : On the Night

## Vidéographie
- 1984 : Alchemy, (VHS)
- 1993 : On the Night (VHS et DVD)
- 2010 : Alchemy, (DVD/Blu-ray)